# Ordre de bataille lors de la bataille de Palestro
Ce qui suit est l'ordre de bataille des forces militaires en présence lors de la bataille de Palestro, qui eut lieu le 31 mai 1859 lors de la Deuxième guerre d'indépendance italienne.

## Armée Autrichienne
- 1re Division sous les ordres du général Baron Jellacic
  - 1re Brigade sous les ordres du général Szabo
    - 7e Bataillon de chasseurs
    - 12e Bataillon d'infanterie Archiduc Guillaume
    - Hulans Roi des Deux Siciles
    - Bataillon d'artillerie à cheval (6 canons)

  - 2e Brigade sous les ordres du général Koudelka
    - 21e Bataillon de chasseurs
    - 46e régiment d'infanterie Baron Jellacic (3 Bataillons)
    - Batterie d'artillerie à cheval (6 canons)
- 2e Division sous les ordres du général Lilia
  - 3e Brigade sous les ordres du général Weigl
    - 53e Régiment d'infanterie Archiduc Léopold-Louis (3 bataillons)
    - Bataillon d'artillerie de campagne (8 canons)

  - 4e Brigade sous les ordres du général Dorndorf
    - 2e Bataillon de grenadiers Ottocaner
    - 22e régiment d'infanterie Comte Wimpffen (3 bataillons)
    - Régiment de Hussards Kaiser Frantz (1 escadron)
    - 1 Batterie Artillerie à Pied (8 canons)
    - 1 Batterie Roket (8 canons)

## Armée Franco-Piémontaise
Commandant en Chef: Victor-Emmanuel II de Savoie

### Piémont-Sardaigne
- 1re Division sous le commandement du lieutenant général Castelgordo
  - 1re Brigade de grenadiers du Général Colliano
    - 1er Régiment des Grenadiers de la Sardaigne
    - 2e Régiment des Grenadiers de la Sardaigne
    - 4e Régiment de bersagliers

  - 2e Brigade Savoia du général Perrier
  - 1er Régiment de ligne
  - 2e Régiment de ligne
  - 4e Régiment de bersagliers
  - Régiment de cavalerie légère Alessandria
  - Batterie d'artillerie
  - Bataillon d'artillerie de campagne
- 4e Division général Enrico Cialdini
  - 3e Brigade Regina du général Villamarina
    - 9e Régiment de ligne
    - 10e Régiment de ligne
    - 7e Régiment de bersagliers

  - 4e Brigade Savona du général Broglia
    - 15e Régiment de ligne
    - 16e Régiment de ligne
    - 6e Régiment de bersagliers

  - Batterie d'artillerie
  - Bataillon d'artillerie de campagne
  - Brigade de cavalerie
    - Régiment Alessandria

### France
- Brigade du Général Pellé
  - 3e régiment de Zouaves